# Офелия (фильм, 2018)
«Офелия» (англ. Ophelia) — американо-британский драматический фильм 2018 года, снятый Клер Маккарти по сценарию Семи Челбас. В фильме, основанном на трагедии Уильяма Шекспира «Гамлет», даётся альтернативное описание событий от лица Офелии. Главные роли в нём сыграли Дейзи Ридли, Джордж Маккей, Наоми Уоттс и Клайв Оуэн.

## Сюжет
Фильм основан на трагедии Уильяма Шекспира «Гамлет». Датский принц узнаёт, что его отец был убит собственным братом, который после этого женился на его матери. Теперь Гамлет должен отомстить. События, описанные Шекспиром, показаны в фильме глазами Офелии, возлюбленной принца.

## В ролях
- Дейзи Ридли — Офелия
- Мила Куини — Офелия в детстве
- Наоми Уоттс — Гертруда / Мехтильда
- Анна Раст — Мехтильда в детстве
- Джордж МакКей — Гамлет
- Джек Куннигхэм-Наталл — Гамлет в детстве
- Клайв Оуэн — Клавдий
- Том Фелтон — Лаэрт

## Создание и релиз
4 мая 2016 года было объявлено, что Дейзи Ридли и Наоми Уоттс сыграют главные роли в драматическом фильме «Офелия», режиссёром которого стал Клер Маккарти, о жизни и смерти одноимённой героини из пьесы Уильяма Шекспира «Гамлет». Фильм основан на одноимённом романе Лизы Кляйн. Сценаристом стала Семи Челлас, музыку написал Стивен Прайс. Съёмки проходили в апреле — июле 2017 года.
Премьера фильма состоялась на кинофестивале «Сандэнс» 22 января 2018 года. В феврале 2019 года IFC Films приобрела права на распространение фильма в США. Фильм вышел в кинотеатрах 28 июня 2019 года, цифровой релиз начался 2 июля.

## Оценки
Фильм получил положительные отзывы кинокритиков. На сайте Rotten Tomatoes у него 60 % положительных рецензий на основе 126 отзывов со средней оценкой 5,89 из 10. На сайте Metacritic — 60 из 100 на основе 22 рецензий. Однако в 2023 году выяснилось, что рейтинг был искусственно накручен.
Награды и номинации
| Год  | Награда                                | Категория                    | Номинант       | Результат |
| ---- | -------------------------------------- | ---------------------------- | -------------- | --------- |
| 2019 | Сатурн                                 | Лучший независимый фильм     | Клер Маккарти  | Номинация |
| 2020 | Премия Лондонского кружка кинокритиков | Лучший британский актёр года | Джордж Маккей  | Номинация |
| 2018 | Московский международный кинофестиваль | «Золотой Святой Георгий»     | Клер Маккарти  | Номинация |
| 2019 | New Zealand Cinematographers Society   | Оператор года                | Денсон Бейкрер | Победа    |
| 2019 | New Zealand Cinematographers Society   | Золотая награда              | Денсон Бейкер  | Победа    |
| 2018 | Международный фестиваль в Палм-Спрингс | «Новые голоса»               | Клер Маккарти  | Победа    |